# Bryophilina
Bryophilina é um gênero de traça pertencente à família Arctiidae.